# Cattedrale di Santa Maria Assunta (Tricarico)
La cattedrale di Santa Maria Assunta è il principale luogo di culto cattolico della città di Tricarico e chiesa madre della diocesi omonima.

## Storia
Si hanno notizie certe di una sede vescovile a Tricarico fin dal 968 e dunque non è da escludere, già in quest'epoca, l'esistenza di una cattedrale collegata alla sede episcopale.
Il nostro edificio è stato costruito nell'XI secolo per volere di Roberto il Guiscardo su donazioni del nipote, Roberto di Montescaglioso. Nel 1383 vi fu incoronato re di Napoli Luigi I d'Angiò.
Originariamente edificata in stile romanico, è stata nei secoli più volte rimaneggiata ed ampliata, ad opera dei vescovi Pier Luigi Carafa senior nel 1638, Pier Luigi Carafa junior dopo la peste del 1657 ed Antonio del Plato tra il 1774 ed il 1777, che si avvalse della competenza di maestranze napoletane guidate dal regio ingegnere Carlo Brancolino e dall'architetto Domenico Sannazzaro. I lavori eseguiti da quest'ultimo vescovo hanno definitivamente modificato la cattedrale, così come la vediamo noi oggi, con un nuovo apparato decorativo e l'inserimento delle cappelle laterali.

## Descrizione

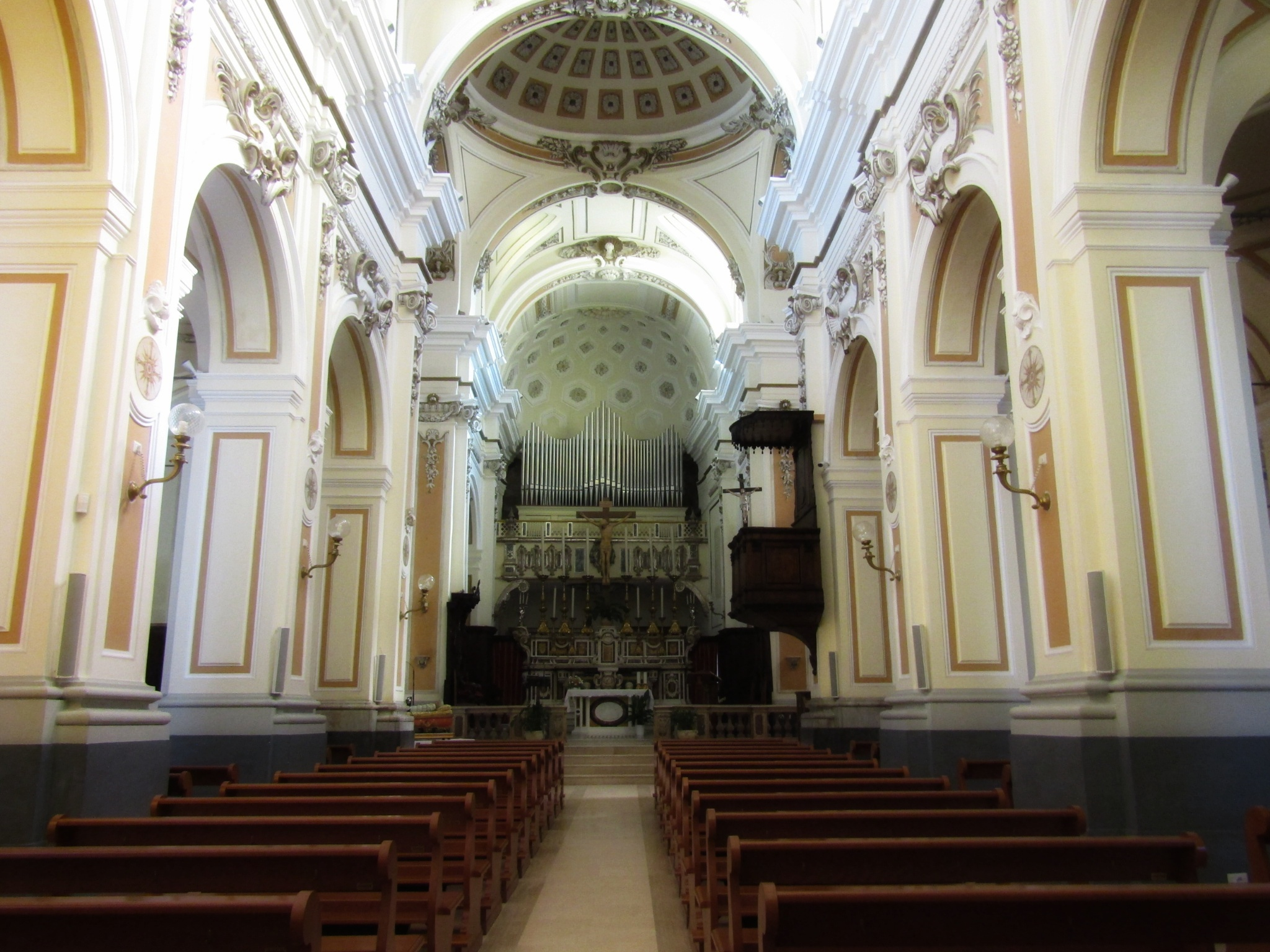
Interno

Un particolare di unicità nella Regione è costituito dalla presenza di due grossi archi di sostegno addossati alla facciata, realizzati nel Seicento per garantire una maggiore stabilità dell'edificio e soprattutto della stessa facciata.
L'impianto basilicale della chiesa si evidenzia nelle tre navate con il transetto, affiancate da una serie di cappelle e dal presbiterio suddiviso in tre distinti ambienti quadrangolari. La chiesa custodisce le reliquie di san Potito martire, patrono della città e della diocesi di Tricarico, e di sant'Antonio abate, oltre alle spoglie del vescovo venerabile Raffaello delle Nocche. Singolare è la presenza, come motivo di ornamento della cappella detta "Secretarium", di un frammento di sarcofago istoriato del III secolo, raffigurante il mito pagano di Mirra (Myrrha) e Adone. La volta del Secretarium è abbellita da stucchi seicenteschi, perfettamente conservati.
Sono da menzionare le seguenti opere d'arte conservate nella cattedrale: un trittico su tavola della prima metà del XVI secolo raffigurante la Madonna col Bambino tra i santi Francesco e Antonio attribuito ad un anonimo artista Maestro ZT; le tele della Madonna della Purità tra san Gaetano e sant'Andrea Avellino e le anime purganti e Assunzione di Maria Vergine del pittore tricaricese Cesare Scerra (metà XVII secolo); le due tele del Trasporto al sepolcro (1607) e della Deposizione (1634) del pittore Pietro Antonio Ferro.
Il campanile, a pianta quadrata, conserva una bifora duecentesca ed una campana coeva. In origine era separato dalla chiesa e sulla sua sommità aveva una vela, ossia un muro triangolare sul quale erano collocate le campane, la cui base si sviluppava lungo una delle diagonali. Dopo la sua rimozione fu realizzato il tetto con spiovente a quattro falde regolari.